# Rachel Laurent
Rachel Laurent (ur. 21 września 1989) – amerykańska lekkoatletka specjalizująca się w skoku o tyczce.

## Osiągnięcia
- 4. miejsce podczas mistrzostw świata juniorów (Bydgoszcz 2008)[1]
- srebrny medal młodzieżowych mistrzostw NACAC (Miramar 2010)[2]
- medalistka mistrzostw NCAA[3]

## Rekordy życiowe
- skok o tyczce (stadion) – 4,35 (2011)
- skok o tyczce (hala) – 4,36 (2010)